# お嬢さまをお願い!
『お嬢さまをお願い!』（おじょうさまをおねがい、原題：아가씨를 부탁해（→お嬢さんをよろしく））は、2009年8月19日から2009年10月8日まで韓国KBSで放送されたテレビドラマ。全16話。
日本では、衛星劇場で2010年4月22日から2010年6月10日まで毎週木曜23時00分 - 25時30分に一日2話で放送され、LaLa TVで2011年2月11日から2011年3月26日まで毎週土曜20時00分 - 21時30分で、2011年4月2日から毎週土曜19時30分 - 21時00分に放送されている。地上波では、2011年7月5日から2011年7月28日までTBS韓流セレクト枠にて毎週月曜から金曜10時05分 - 11時00分に放送された。

## あらすじ
カンサングループ会長の娘カン・ヘナ（ユン・ウネ）は、ちょっとのミスでもヘナ専属の随行執事やメイドを次々とクビにしていく、絵に書いたようなわがままぶりのお嬢様。母親の入院費で1億ウォンの借金をしてしまったソ・ドンチャン（ユン・サンヒョン）はその借金返済のためにヘナを口説いて1ヶ月でそのお金を工面しようと17人目の随行執事になる。最初はドンチャンを毛嫌いするヘナに手を焼いていたのだが、仕えるにつれてヘナの純粋さや弱さに気付いたドンチャン。そんなとき、乗馬クラブでふと目にしたイ・テユン（チョン・イル）がヘナの人生でただ一人愛した男に似ており、ヘナはまた恋に落ちていく。徐々にヘナへと気持ちが傾いていくドンチャンは複雑な気持ちになりながらも、随行執事としてヘナのために恋の手ほどきをしたり、ヘナも気持ちを察してくれるドンチャンを不器用ながらもこれまでの随行執事とは違って信用していく。テユンが好きだったヘナもいついかなる時も自分のそばにいてくれて、何かあったらすぐ駆けつけてくれるドンチャンの存在の大きさに気付いくのだが…。

## キャスト

### 主な登場人物
- カン・ヘナ：ユン・ウネ

カンサングループの後継者
- ソ・ドンチャン：ユン・サンヒョン

カン・ヘナ随行執事
- イ・テユン：チョン・イル

ユサングループの次男、弁護士
- ヨ・ウィジュ：ムン・チェウォン

スア製靴販売員

### カンサングループ
- カン・マノ：イ・ジョンギル

カンサングループ会長、ヘナの祖父
- カン理事：キム・ミョングク

スアの父親
- チョ・ミオク：ユン・イェヒ

スアの母親
- カン・スア：チャン・アヨン

カン理事の娘、スア製靴店主
- カン・スミン：ワン・ソッキョン

スアの弟

### 執事
- チャン・グンス：キム・スンウク

執事長
- チョン・ウソン：キム・ヨングァン

オーストラリア執事学校卒の執事
- チャン・ドンゴン：チョ・ヒョンギュ
- イ・ビョンホン：シン・ギヒョン
- ヘナ随行執事：ソン・ジュンギ カメオ出演

### メイド
- チョン・ミンファ：パク・ヒョンスク

メイド長
- イ・ジンジュ：イ・ガヒョン
- イ・ソンジュ：ハン・テユン
- イ・ミジュ：ユ・ジュヨン

### その他の登場人物
- キム・スンジャ：クォン・ギソン

ウィジュの母親、生花店経営
- パク・スホ：キム・イク

テユンの同僚
- パク・チョンシク：クォン・セイン

ヘナのお見合い相手
- テユンの兄 : パク・チュニョク

## スタッフ
- 演出：チ・ヨンス
- 脚本：ユン・ウンギョン、キム・ウニ

## 関連商品
₳お嬢さまをお願い！ 韓国ドラマOST (KBS)(韓国盤)

```
 1. Hot Stuff

   (Davichi)
お嬢さまをお願い！主題歌

 2. 愛は仕方ないですね

   (ユン・サンヒョン)

 3. Dash Girl

   (ユン・ウネ)

 4. 心をお願い

   (チョン・ジェウク)

 5. 私の愛をお願い

   (ナ・ユングォン)

 6. Lady

   (Swing)

 7. 隠された話

 8. お嬢さんをお願い

   (Tango)

 9. Hot Stuff(Instrumental)

10. 愛は仕方ないですね(Instrumental)

11. Dash Girl(Instrumental)

12. 心をお願い(Instrumental)

13. 私の愛をお願い(Instrumental)
```

台湾版には、

韓国版に含まれていないI Love You 、Romance やDVDが収録されている。